# F. L. Věk
F. L. Věk (s podtitulem „obraz z dějin našeho národního probuzení“) je pětisvazkový historický román Aloise Jiráska. Autor ho začal psát roku 1887 ještě za svého pobytu v Litomyšli a první díl publikoval v roce 1888. Další svazky napsal již v Praze a pracoval na nich řadu let; teprve v roce 1906 byl publikován závěrečný pátý díl.
Děj románu je zasazen do období českého národního obrození, přesněji mezi roky 1769 a 1816. Román je autentickou kronikou českého osvícenství i jazykového, literárního a divadelního vlastenectví. Na pozadí josefínských reforem, francouzské revoluce, napoleonských válek a pobytu pruských vojsk v Čechách sleduje autor proces národního probuzení. Dějovou osu všech pěti dílů tvoří osudy studenta a později dobrušského kupce Františka Ladislava Věka a jeho rodiny; postava F. L. Věka je inspirována životem buditele Františka Vladislava Heka. Spolu s příběhem hlavního hrdiny líčí Jirásek činnost mnoha dalších pražských i venkovských buditelů a zvláště barvitě zobrazuje osudy Václava Tháma.

## Věnování
- I. svazek – Památce mé matky
- II. svazek – Příteli Dru Josefu Thomayerovi
- III. svazek – Příteli Dru Josefu Stupeckému
- IV. svazek – Příteli Mikoláši Alšovi[1]
- V. svazek – Příteli K. V. Raisovi

## Osobnosti v románu

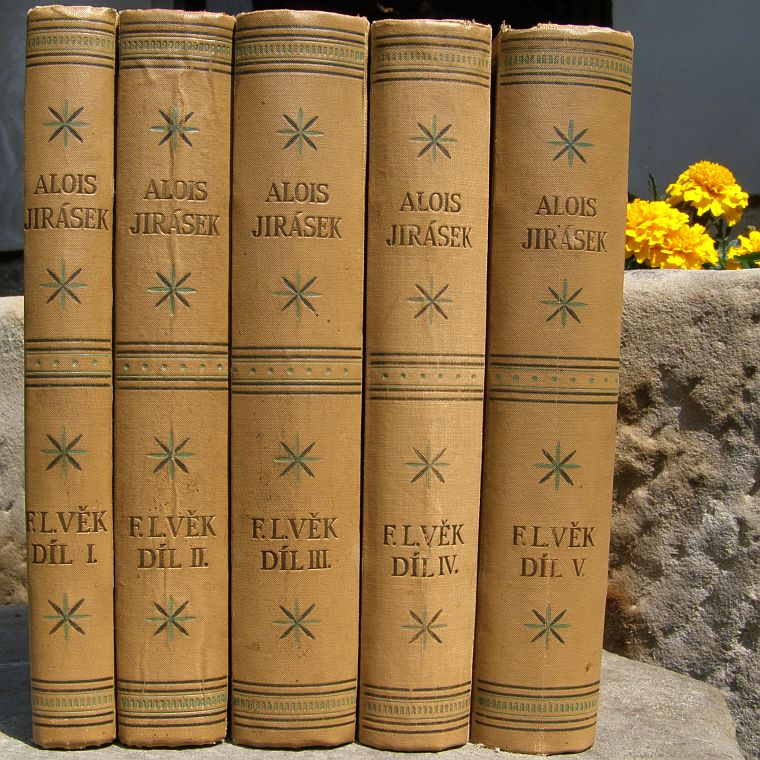
Svazek I–V

### Reálné
Román není jen životním příběhem Františka Věka. V díle mimo něj vystupuje nemálo reálných postav své doby, prožívajících své vlastní osudy, mnohdy jen okrajově propojené s životem hlavního hrdiny.
- abbé Josef Dobrovský
- Šebestián Hněvkovský
- W. A. Mozart
- Václav Thám – v románu je několikrát zmíněn i jeho bratr Ignác
- Václav Matěj Kramerius
- František Jan Vavák
- Josef Ziegler
- Václav Josef Bartoloměj Praupner – v románu regenschori u Panny Marie Sněžné v Praze
- professor Vydra – Františkův učitel matematiky
- Michal Silorád Patrčka
- Václav Kliment Klicpera
- Jan Theobald Held
- Matěj Milota Zdirad Polák
- Jan Jeník z Bratřic
- P. German Hradecký – ředitel městské školy, rektor koleje a prefekt piaristického gymnázia v Litomyšli

Mnoho dalších, tehdy žijících osob je pak v ději alespoň okrajově zmíněno. Prokop František Šedivý, Tandler, Antonín Jaroslav Puchmajer, bratři Jan Nejedlý a Vojtěch Nejedlý, Štrobach, Chmela, Václav Hanka, Svoboda, Josef Jungmann, Karel Ferdinand Bellmann, Jan Hýbl, rektor.

### Smyšlené
František Havránek – kmotr; starý Žalman; Strádecký – muzikant; Matiáš – páter knihovník; atd. Rodina Jeana Butteau sice v Praze v dané době žila, její osudy si ale Alois Jirásek přizpůsobil potřebám románu.

## Události v románu
Při četbě románu prožijeme nejen uvedení Mozartovy opery Don Giovanni v Nosticově divadle nebo korunovaci Leopolda II. českým králem, ale i strasti Napoleonových tažení, jak je tehdy vnímali obyvatelé českých zemí, včetně krachu rakouských státních financí v roce 1811. Zažijeme rozporně vnímané josefinské reformy – rušení řádů, zavádění němčiny do škol i úřadů, na druhou stranu toleranční patent, který umožní omezenou náboženskou svobodu. Radost z korunovace Leopolda II. vystřídalo utužení poměrů po nástupu Františka I. Kniha končí v době, kdy svitla naděje na navrácení českého jazyka do středních škol.

## Zajímavosti
- Jirásek publikoval F. L. Věka nejprve časopisecky: I. díl vyšel v časopise Osvěta v roce 1888, II. díl v časopise Osvěta v roce 1892, III. díl v časopise Květy v roce 1897, IV. díl v časopise Květy v roce 1900 a V. díl v časopise Zlatá Praha v letech 1905–1906.
- První knižní vydání vycházelo v nakladatelství Jan Otto: I. díl v roce 1890, II. díl r. 1895, III. díl r. 1898, IV. díl r. 1901 a V. díl r. 1907.
- Do konce XX. století vyšel F. L. Věk česky více než dvacetkrát; některá vydání byla ilustrována Adolfem Kašparem nebo Karlem Müllerem. Celý román vyšel v ruském překladu (1956–1957) a první díl též v lužické srbštině (1957).[2]

## Televize a hudba
V roce 1971 byl natočen v Československé televizi stejnojmenný televizní seriál. Za předlohu posloužil I. a II. svazek románu, malým zlomkem i svazek III.
Jméno F. L. Věka nese i hudební festival konaný v Dobrušce – Mezinárodní hudební festival F. L. Věka.

## Dílo online
- JIRÁSEK, Alois. F. L. Věk. Ilustrace Adolf Kašpar. Praha: J. Otto, 1924 - 1925. Dostupné online.
- JIRÁSEK, Alois. F. L. Věk. Praha: J. Otto, 1931. Dostupné online.